# Адмирал флота Советского Союза Исаков (фрегат)
Фрегат «Адмирал флота Советского Союза Исаков» — российский  многоцелевой фрегат 1-го ранга с управляемым ракетным вооружением дальней морской и океанской зоны, четвёртый корабль проекта 22350.
Предполагалось, что «Адмирал флота Советского Союза Исаков» станет последним построенным по базовому проекту 22350, в дальнейшем флот планировал заказывать корабли усовершенствованного проекта 22350 с увеличенным до 4 × 8 — 32 УВП для крылатых ракет «Оникс», «Циркон», «Калибр», а потом модернизированного проекта 22350М с увеличенным водоизмещением и вооружённым уже 6 × 8 — 48 УВП для крылатых ракет «Оникс», «Циркон», «Калибр». Но позже, в 2019 году, ВМФ заказал ещё 2 корабля предыдущего проекта, а в 2020—2021 годах — ещё четыре.
Фрегат назван в честь адмирала Ивана Исакова.

## История строительства
Заложен 14 ноября 2013 года.
В июле 2017 года на «Северной верфи» приступили к стыковке блоков корпуса фрегата. К январю 2018 года планируется полностью сформировать корпус фрегата.
Передача флоту была запланирована до конца 2022 года.
6 июля и 4 августа 2021 года Объединенная двигателестроительная корпорация доставила на «Северную верфь» дизель-газотурбинный агрегаты (ДГТА) М55Р для линии валопровода левого и правого борта «Адмирал флота Советского Союза Исаков».
6 сентября обе турбины правого и левого борта вместе с редукторами погрузили в кормовое машинное отделение корабля.
27 сентября 2024 года фрегат спущен на воду, передача ТОФ ожидается в 2027 году.